# Јагодњак
Јагодњак (мађ. Kácsfalu) је градић и средиште општине у Барањи, Осјечко-барањска жупанија, Република Хрватска. До нове територијалне организације у Хрватској, подручје Јагодњака налазило се у оквиру општине Бели Манастир.
Према резултатима пописа из 2021. у општини је живело 1.500 становника, а у самом насељу је живело 990 становникa.

## Историја Срба у месту
Православне црквене матрикуле воде се од 1772. године. Православна црква је посвећена Св. Николају. Храм се 1905. године налазио у лошем стању. Има српско православно гробље.
У парохији Качвали било је 1735. године - 185 православних хришћана који су се пред Ускрс исповедили и причестили. Зна се презиме двадесетак домаћина који су забележени. Тада су била два православна свештеника у месту, поп Иван и поп Пано. Ту је 1731. године било 43 православна дома. Број Срба православаца био је 1796. године 860, а век касније 1890. године број им је порастао на 1096, што је био ређи случај међу српским местима. Повећање је износило 286 становника. Године 1885. место је у Мохачком изборном срезу за црквено-народни сабор, а ту је записано 1120 православаца.
Забележено је 1828. године, у Качфали 1311 православаца становника.
Учитељ месни био је 1808. године Гаврил Арсић. Педагошку књигу намењену учитељима узели су 1816. године осим учитеља Јована Јанковића и земљеделац Константин Зарић и ковач Јован Јовановић. Био је 1824. године поп Јаков Поповић парох качфалски (и 1808-1809), са месним детонаставником (учитељем) Теодором Андрићем, пренумерант једне српске књиге. Ученик другог разреда Карловачке гимназије био је 1853. године Петар Трбић из Качфале.
У Качфали је 1847. године пописано 1030 православних житеља, а две деценије потом 1867. године њихов се број попео на 1138 душа. Практичну књигу о пчеларству узело је за себе неколико мештана 1860. године. Поред проте поп Драгутина, ту су још Јован Савић абаџија, Димитрије Ђонлић економ и два ученика. Протопрезвитер у Качфали био је 1861. године поп Драгутин Грујић. Код њега се могла набавити књига "Св. Сава" коју је написао будимски владика Никанор Грујић. Тражен је нови парох у Качфали 1907. године.
Године 1905. Качфала је била мала општина у Дарданском срезу, Барањске жупаније. Ту живи 2280 становника у 467 домова. Срби минимално предњаче над Немцима; православних душа је 1128 (или 49%) са 202 куће. Од српских јавних здања ту су православна црква и народна школа. У насељу ради поштански уред. Српска црквена општина је у месту, црквена скупштина редовна под председништвом Драга Рибића. Црквено-општински посед је зносио 47 кј. земље. Православна парохија је четврте класе, има парохијски дом а парохијска сесија је износила 37 кј. земље. Парох је поп Јосиф Груић, родом из места, који служи 40 година у родном месту.
Качфалска општина је још 1745. године одвајала 20 ф. годишње за издржавање школе. Та општина је 1866. године била дужна за Православни Школски фонд 6 ф. Теодор Андрић је 1868. године качфалски учитељ, а 1879. године Исидор Бошњак, претплатник хумористичког листа "Стармали". Школски референт је у пролеће 1884. године бануо у Качфалу и затекао нимало похвалну ситуацију. Била је школа у "врло занемареном стању". Од 97 уписаних ђака у школу је долазило само 21 дете. Учитељ Исидор Бошњак (ту и 1879) је сваких 14 дана писмено тражио од општинског Поглаварства да натера родитеље да децу у школу шаљу, али није било помака јер сеоски кнез није радио ништа. Успех ђака је био у сваком погледу био недовољан. Сама школска дворана је била нечиста, ниска са штетном укрштеном светлошћу, које је кварило дечји вид. Незадовоство је тим веће што се радило о највећем и најбогатијем српском насељу у протопрезвирату. Недостајале су и зидне слике као наставна средства. Како су Срби у Качфали били имућни, предложи је ревизор, епархијској школској власти, да се ту направи нова школа по свим прописима. Требало је да се откупи кућа поред постојеће школе, поруше затим обе зграде и ту подигне ново веће здање. Расписан је 1884. године стечај за упражњено место српског учитеља са понуђеном основном годишњом платом од законског минимума - 340 ф. плус 21 ф. за пофторну школу, осам ланаца земље, четири хвата дрва и слободан стан. Априла 1885. године постављен учитељски приправник Светозар Тимотић за качфалског новог учитеља. Међутим већ следеће 1887. године у новембру умро је тај учитељ у Арадгају, код родитеља где је дошао у посету. Основна школа у месту је српска вероисповедна, са једним здањем из 1897. године. Та школа је била крајем 19. века уређена по закону. То је и на пример значило да свако дете мора имати на распологању по четири метра кубног ваздуха. Радило се 1903. године да се месна школа подели на две дворнице, и да се ново место за учитељицу отвори, кад се деца поделе. Председник Школског одбора био је парох, школски управитељ Павле Поповић. Учитељско тело чине учитељ и учитељица. Током лета 1906. године расписан је стечај за привремену учитељицу у привремено отвореној женској школи, са основном платом од 600 к. годишње и другим примањима. Учитељ је Лазар Плавшић родом из Мохача, са службом 16 година у месту (ту и 1913). Учитељица Милева Маторушка родом је из Сомбора, служи три године као привремена у месту. Основну школу је похађало 120 ђака, а у недељну ишло 35 ученика старијег узраста.

## Становништво
На попису становништва 2021. године, општина Јагодњак је имала 1500 становника, од чега у самом Јагодњаку 990.
| Попис 2021.‍  | Попис 2021.‍ | Попис 2021.‍ | Попис 2021.‍ | Попис 2021.‍ |
| ------------ | ----------- | ----------- | ----------- | ----------- |
|              |             |             |             |             |
| Срби         | Срби        |             | 943         | 62,87%      |
| Хрвати       | Хрвати      |             | 300         | 20,00%      |
| Роми         | Роми        |             | 151         | 10,07%      |
| Мађари       | Мађари      |             | 58          | 3,87%       |
| остали       | остали      |             | 22          | 1,46%       |
| укупно: 1500 |             |             |             |             |

На попису становништва 2011. године, општина Јагодњак је имала 2.023 становника, од чега у самом Јагодњаку 1.299.
| Попис 2011.‍   | Попис 2011.‍ | Попис 2011.‍ | Попис 2011.‍ | Попис 2011.‍ |
| ------------- | ----------- | ----------- | ----------- | ----------- |
|               |             |             |             |             |
| Срби          | Срби        |             | 1.333       | 65,89%      |
| Хрвати        | Хрвати      |             | 391         | 19,33%      |
| Роми          | Роми        |             | 154         | 7,61%       |
| Мађари        | Мађари      |             | 61          | 3,02%       |
| остали        | остали      |             | 84          | 4,15%       |
| укупно: 2.023 |             |             |             |             |

На попису становништва 1991. године, насељено место Јагодњак је имало 1.951 становника, следећег националног састава:
| Попис 1991.‍   | Попис 1991.‍  | Попис 1991.‍ | Попис 1991.‍ | Попис 1991.‍ |
| ------------- | ------------ | ----------- | ----------- | ----------- |
|               |              |             |             |             |
| Срби          | Срби         |             | 1.439       | 73,75%      |
| Хрвати        | Хрвати       |             | 296         | 15,17%      |
| Југословени   | Југословени  |             | 103         | 5,27%       |
| Мађари        | Мађари       |             | 67          | 3,43%       |
| Албанци       | Албанци      |             | 6           | 0,30%       |
| Немци         | Немци        |             | 5           | 0,25%       |
| Румуни        | Румуни       |             | 5           | 0,25%       |
| Муслимани     | Муслимани    |             | 3           | 0,15%       |
| Македонци     | Македонци    |             | 1           | 0,05%       |
| Руси          | Руси         |             | 1           | 0,05%       |
| Словенци      | Словенци     |             | 1           | 0,05%       |
| Црногорци     | Црногорци    |             | 1           | 0,05%       |
| неопредељени  | неопредељени |             | 19          | 0,97%       |
| непознато     | непознато    |             | 4           | 0,20%       |
| укупно: 1.951 |              |             |             |             |

## Демографска историја
Већина становништва је српске националности (65%).
Насеље Јагодњак имало је 2001. године 1.469 становника (жена 52,6%, мушкараца 47,4%) и 557 домаћинстава. Просечна густина насељености износи 24 ст./km².
Број становника у последњих 150 година кретао се овако:
2.167 (1857), 2.212 (1869), 2.064 (1880), 2.282 (1890), 2.280 (1900), 2.462 (1910), 2.381 (1921), 2.624 (1931), 2.706 (1948), 2.678 (1953), 2.967 (1961), 2.348 (1971), 2.259 (1981), 1.951 (1991).
Општина Јагодњак (укључујући и насеље Нови Чеминац) имала је 2001. године 2.537 становника (жена 52,4%, мушкараца 47,6%) у 940 домаћинстава. Просечна густина насељености је износила 22 ст./km².
Национални састав општине Јагодњак 2001:
- Срби (64,72%)
- Хрвати (26,65%)
- Мађари (2,88%)
- Роми (1,18%)
- Немци (0,55%)
- Бошњаци (0,08%)
- Македонци (0,08%)
- Црногорци (0,04%)
- Чеси (0,04%)
- Руси (0,04%)
- Украјинци (0,04%)
- Румуни (0,02%)
- Словенци (0,02%)
- остали (0,04%)
- није се изјаснило (2,92%)
- 0,34% непознато

Становништво општине Јагодњак 2001. године према матерњем језику: српски говори 50,22% становника, хрватски (46,16%), мађарски (1,62%), румунски (0,16%), ромски (0,79%), хрватскосрпски (0,32%), српскохрватски (0,08%), македонски (0,08%), немачки (0,08%), бошњачки (0,04%), чешки (0,04%), пољски (0,04%), руски (0,04%), словеначки (0,2%) и 0,13% непознато.
Становништво општине Јагодњак 2001. према вероисповести: Српска православна црква (63,74%), католици (29,76%), остале православне цркве (2,64%), ислам (0,12%), Македонска православна црква (0,08%), Јеховини сведоци (0,20%), калвинистичка црква (0,20%), остале вере (0,12%), агностици (3,00%) и 0,14% непознато.

## Спорт
- ФК Братство Јагодњак

## Галерија
- Српска православна црква
- Римокатоличка црква
- Основна школа
- Фабрика